# Hermann von Meyer

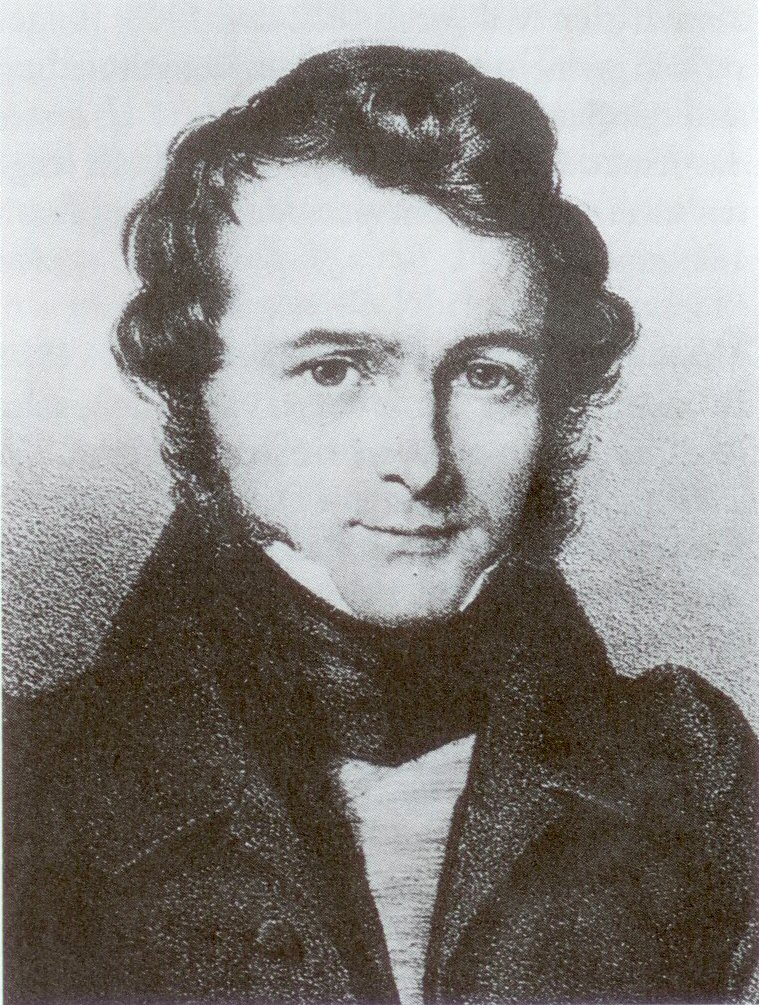
Hermann von Meyer.

Christian Erich Hermann von Meyer, född 3 september 1801 i Frankfurt, död där 2 april 1869, var en tysk paleontolog.
von Meyer var son till Johann Friedrich von Meyer (1772-1849), en jurist, politiker och teolog som blev känd genom en översättning av bibeln. Efter gymnasiet i Frankfurt studerade von Meyer naturvetenskap i Heidelberg, München och Berlin. 1825 blev han medlem av en naturforskareförening och sysslade med paleontologi. Han letade efter fossil och beskrev dessa samt utvecklade paleontologin till en självständig gren inom biologin. Till exempel beskrev han Plateosaurus – en växtätande dinosaurie - och efter ett fynd i skifferbergen nära Solnhofen släktet Archaeopteryx, som brukar räknas som världens äldsta fågel.
von Meyer författade cirka 300 vetenskapliga beskrivningar som delvis kompletterades med illustrationer. 1845 blev han hedersdoktor vid universitetet i Würzburg. Han tilldelades Wollastonmedaljen 1858. Mount Meyer i Nya Zeeland är sedan 1863 uppkallat efter honom.